# Пятый (разъезд)
Пятый (каз. Бесінші) — разъезд в Алакольском районе Жетысуской области Казахстана. Входит в состав Бескольского сельского округа. Код КАТО — 193439300.

## Население
В 1999 году население разъезда составляло 47 человек (29 мужчин и 18 женщин). По данным переписи 2009 года, в разъезде проживали 192 человека (98 мужчин и 94 женщины).